# Komitat Pest
Komitat Pest (węg. Pest vármegye) – komitat stołeczny położony wokół Budapesztu na Węgrzech.
Najlepiej rozwinięty region Węgier, głównie przez fakt, że w jego granicach leży aglomeracja Budapesztu.
Doskonale rozwinięta infrastruktura (autostrady, kolej, port lotniczy), przemysł, usługi i turystyka. Nowoczesne, wysokotowarowe rolnictwo. Wokół Budapesztu znajdują się liczne zakłady przemysłowe i bazy logistyczne oraz siedziby krajowych i międzynarodowych przedsiębiorstw.
Przeważająca część komitatu Pest leży w Międzyrzeczu Dunaju i Cisy na Wielkiej Nizinie Węgierskiej i stanowi typową dla tego regionu wielką równinę. Północny skraj komitatu, na północ od Budapesztu, leży na Średniogórzu Północnowęgierskim, obejmując zachodnie stoki wzgórz Börzsöny, zachodni skrawek wzgórz Cserhát i wzgórza Gödöllő. Do komitatu należy także niewielki podmiejski obszar Budapesztu na zachód od Dunaju, obejmujący wzgórza Pilis i Góry Budzińskie na Średniogórzu Zadunajskim oraz skrajny północny skrawek równiny Mezőföld. W komitacie Pest leży niemal całe wybrzeże Zakola Dunaju.
Komitat Pest w swojej obecnej postaci powstał w 1950 z podziału wielkiego komitatu Pest-Pilis-Solt-Kiskun i stanowi jego północną połowę. Pest był już wcześniej samodzielnym komitatem – powstał w XI wieku na wschodnim brzegu Dunaju, wokół ówczesnego Pesztu, w XV wieku został połączony z komitatem Pilis na zachodnim brzegu Dunaju (wokół Budy), w XVII wieku przyłączono region Solt (uprzednio w komitacie Fejér), a w 1876 – Małą Kumanię. Po traktacie w Trianon przyłączono do komitatu Pest pozostałą przy Węgrzech część komitatu Hont (na północ od Zakola Dunaju).

## Podział administracyjny
Komitat Pest dzieli się na 15 powiatów:
- Aszód
- Budaörs
- Cegléd
- Dabas
- Dunakeszi
- Gödöllő
- Gyál
- Monor
- Nagykáta
- Pilisvörösvár
- Ráckeve
- Szentendre
- Szob
- Vác
- Veresegyház

### Miasta komitatu
Miasta komitatu (liczba ludności według spisu z 2001):
| - Érd: 56 567 - Cegléd: 38 055 - Vác: 34 951 - Gödöllő: 31 105 - Dunakeszi: 29 453 - Nagykőrös: 25 543 - Budaörs: 24 282 - Szigetszentmiklós: 23 359 - Szentendre: 22 747 - Gyál: 21 196 - Monor: 20 560 - Vecsés: 18 671 - Százhalombatta: 16 602 - Dunaharaszti: 16 561 | - Fót: 16 276 - Dabas: 15 841 - Abony: 15.679 - Göd: 15 224 - Pomáz: 14 404 - Gyömrő: 13 669 - Nagykáta: 12 991 - Budakeszi: 12 818 - Pécel: 12 696 - Szigethalom: 12 643 - Nagykáta: 12 574 - Pilisvörösvár: 12 514 - Biatorbágy: 12 294 - Albertirsa: 11 280 - Pilis: 10 721 | - Veresegyház: 10 256 - Kerepes: 9965 (2010) - Üllő: 9881 - Kistarcsa: 9603 - Diósd: 9053 (2010) - Tököl: 8799 - Ócsa: 8785 - Ráckeve: 8674 - Piliscsaba:8381 (2012) - Sülysáp: 8268 (2010) - Tura: 8009 - Őrbottyán: 7439 (2012) - Aszód: 6428 - Dunavarsány: 5810 - Zsámbék: 5400 - Tápióbicske: 3442 - Örkény: 4973 - Nagymaros: 4385 - Szob: 2965 - Újhartyán: 2760 (2010) - Wyszehrad: 1657 |